# Kiskőrös
Kiskőrös (németül: Körösch, szlovákul: Malý Kereš, horvátul: Kireš) város Bács-Kiskun vármegyében, a Kiskőrösi járásban.

## Idegen elnevezései
A település szlovák neve Malý Kereš, vagyis „kis kőrös”. Horvátul két neve létezik: a felsőszentiváni horvátok által használt Kireš, és a bátyai horvátok által használt Kereša.

## Megközelítése

### Közút
A Kiskunsági-homokháton elhelyezkedő városon áthalad az 53-as főút, amely Soltot köti össze Kiskunhalason át a déli (szerbiai) országhatárral. A város ugyanakkor könnyen megközelíthető Kecskemét – Izsák felől az 5301-es és az 5303-as úton, illetve közvetlenül elérhető közúton Kalocsa (5301), Kecel (5309) és Soltvadkert (53) is. Határszélét érinti még északon a Tabdi feltárását szolgáló 5307-es út is.

### Vasút
A várost három vasútvonal is érinti. A legforgalmasabb a 150-es számú Budapest–Kunszentmiklós-Tass–Kelebia-vasútvonal; ez tulajdonképpen a Budapest–Belgrád nemzetközi vasúti fővonal magyarországi szakasza.
A másik a várost Kalocsával összekötő Kiskőrös–Kalocsa-vasútvonal, melyen a személyforgalom a Gazdasági és Közlekedési Minisztérium rendelete alapján 2007. március 4-én megszűnt. Ezen a vonalon Kiskőrös területén egy megálló is létezett, Remerenció megállóhely, a város déli határában, az azonos nevű tanyaság mellett, de az már jóval a vonal bezárása előtt, valószínűleg még az 1970-es években megszűnt.
A vasútállomás mellől indult a harmadik kiskőrösi vasútvonal, a Kecskeméti kisvasút 148-as számú keskeny nyomközű vonala Kecskemét felé, melyen a személyszállítás 2009. december 13-án, a 2009/2010. évi menetrendváltáskor ugyancsak leállt.

## Története
A régészeti kutatások szerint szarmaták és avarok lakták hosszabb ideig ezt a tájat. A magyarok megtelepedéséről szintén csak régészeti leletek alapján lehet következtetni, ugyanis a település a hódoltság idején teljesen elnéptelenedett. Az új Kiskőrös alapjait a török idők után visszatért felsővattai Wattay földesúri család vetette meg. 1718-ban Nyitra, Nógrád, Hont vármegyékből evangélikus szlovákokat telepítettek be. 1784-ben II. József mezővárosi rangra emelte. Népessége kezdetben állattenyésztéssel, illetve a homoki adottságoknak megfelelő mezőgazdasági ágakkal foglalkozott. Szlovák népességének nemcsak a katolikus magyarok betelepítése segítette elmagyarosodását, hanem az iskolái is. A 19. századi filoxéravészt követően indult meg a lakosság kirajzása Bócsa és Páhi határába. Kiskőrös a település nagy szülötte, Petőfi Sándor születésének 150. évfordulója alkalmával, 1972. december 30-án lépett a magyar városok sorába.
A természetföldrajzi tényezők Kiskőrösön és környékén is kedvezően befolyásolták az emberi kultúra megjelenését. A hordalékos, homokos területen csalitos, ligetes, helyenként mocsaras táj alakult ki, amely vadban és halban igen gazdag volt, s így vonzónak látszott a megtelepedésre, nem szólva arról, hogy a vízzel, mocsárral és láppal védett homokhátakon korán menedéket talált az ember.
Az emberi letelepedés első nyomai az újkorból származnak. Ebben a korban történt meg az áttérés a földművelésre és az állattenyésztésre. Ekkor kezdődött az égetett agyagedények készítése, a szövés-fonás, gabonaőrlés, amelynek tárgyi emlékeit a homokos talaj töredékesen megőrizte. Ötven évvel ezelőtt a Kiskőrösi Nemzeti Múzeum régészei Kiskőrös határában a Seregélyesi-dűlőben olyan rézkori sírokat tártak fel, amelyekben zsugorítottan fekvő embermaradványok, cserépedények és állatcsontok voltak. Más leletek (bronzeszközök, ékszerek, fegyverek) a középső és késő bronzkor magas szintű földműves kultúráját igazolják. Ebben a korban a halottakat elhamvasztották, és hamvaikat nagy edényben (urnában) temették a földbe. A kora vaskor több évszázados időszakából ismerünk még néhány grafitos felületű bütyökdíszes, magas nyakú urnát. A vaskor késői szakaszában benyomuló kelta törzsek virágzó kultúrájának, a vaseszközök és a fazekaskorong használatának szórványos emlékeit ugyancsak megtalálták a környéken.
Az i. sz. 1. században a római provinciák határának biztosítására betelepített szarmata-jazig nép gazdag leletanyagot hagyott maga után. Az eddig megtalált temetőkből (Csukástó, Feketehalom, Vágóhíd-dűlő) agyagedények, gyöngyök, ruhakapcsolótűk, övdíszek, ritkábban arany ékszerek és római pénzek kerültek elő. Szarmata települések nyomait tárták fel a csonthalmi és feketehalmi határrészen. A szarmata lakosság egy része még az 5. századi hun uralom idején is itt élt, amit az Alsócebén előkerült két hun kori sír bizonyít.
A leggazdagabb leletek az 567-ben betörő belső-ázsiai eredetű avarok után maradtak. Ez bizonyítja, hogy a nomád állattenyésztők számára különösen kedvelt terület volt Kiskőrös és környéke. A korai avarok társadalmának irányítását már a közösségtől elkülönült vezetőréteg látta el. Az egyes néprészeket külön fejedelemségek irányították. Egy ilyen fejedelem sírja került elő Kiskőröstől nem messze, Bócsán. A bócsai fejedelem családja és nemzetsége Kiskőrös Vágóhíd–dűlői temetőjében nyugodott. A 650-es évektől használt temető legszebb lelete az a drágakövekkel díszített arany nyakék, amely egy kislánynak, a fejedelmi család egyik tagjának ékszere volt. Avar temetőt tártak még fel a város alatt, Pohibujmackó-dűlőben, a Szőcsi-dűlőben és Cebe-pusztán.
A honfoglalást megelőző évszázad története, mint sok más helyen, részleteiben itt is ismeretlen. A 9. században a vidéken élt szlávokról és bolgárokról nincs adatunk, de honfoglalás kori leletek sem kerültek elő, noha a környező területeket bizonyára megszállták a magyarok. Valószínűleg az Árpád-korban alakultak ki az első falvak a környéken, amelyről a 14. és 15. századi oklevelekből értesülünk. Kiskőrös helyén állt Kőrös, északra Szücs és Tabd, északnyugatra Szentimre. A mai Kiskőrös mellett volt Czeba, valamint Nyárág és Orbágy. Kiskőrös környékén feküdt még Derecske és Páh.
A középkorban ezek a kis falvak különböző nemesi családok birtokában voltak, így pl. Kiskőrös először a Derecskei, majd Czebével együtt a Mikolai (Miklai) család, Páh és Szücs a Szöcs, Tabd a Kornis, majd a Bolyári család kezében volt. A források először 1247-ben és 1275-ben tesznek említést Kiskőrösről, mint lakott helyről. A település neve bizonyíthatóan a vidéken őshonos kőriserdőből származó, a "Kis" előtag pedig megkülönböztető jelzőként szerepel (vö.: Nagykőrös). A középkori források és oklevelek váltakozva hol előtaggal, hol előtag nélkül említik. IV. (Kun) László 1277. április 26-án kelt oklevelében például Keurus néven szerepel, Mátyás király 1469-ben Kewresnek írja, egy 1511-ben kelt oklevél a Kwrews, egy 1520-ban írott forrás pedig Kiskewrews alakváltozatot használja.

### A török időkben
Amikor Pósa István 1529. április 11-i levelében hírt adott a török pusztításairól, leírta többek között, hogy a török feldúlta Vadkertet, „Zenthymrét” és „Kyskerest”. A lakosság nagy részét rabszíjra fűzték, akik pedig megmaradtak, azok a környező nádasokba és erdőkbe menekültek. Ekkor pusztult el az az oszlopos templom is, amely talán az Árpád-házi királyok idején épült. (A templom újjáépítésének gondolata egyébként az idők folyamán többször is felmerült, de 1876-ban az utolsó oszlopát is lerombolták, amikor helyébe zsidó templomot építettek.)

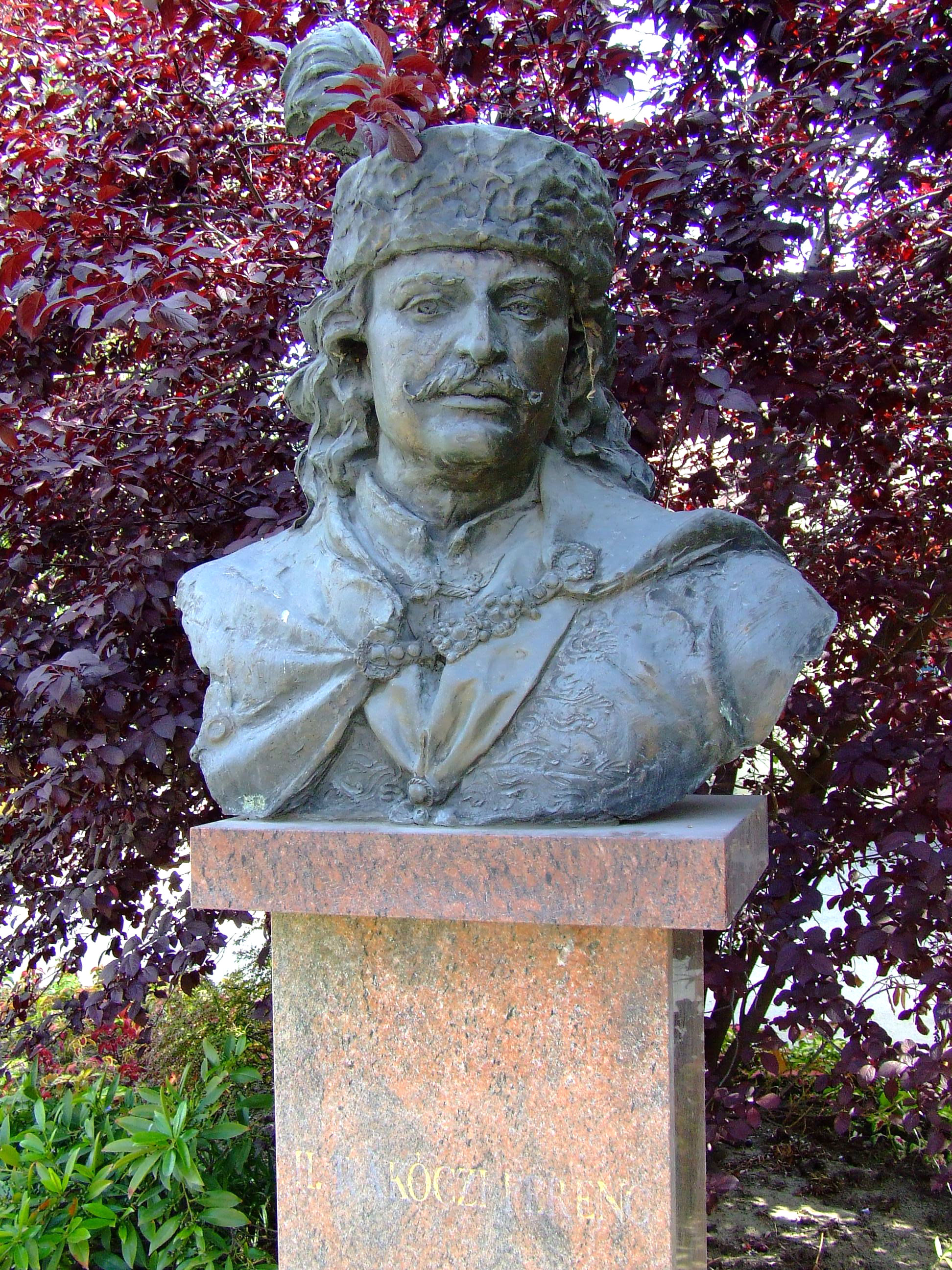
Rákóczi kiskőrösi mellszobra

A török hatalmának gyengülésével az elmenekült lakosság lassan visszamerészkedett, és a régi település maradványain telepedett meg. A források tanúsága szerint 1691-ben a Wattay-család kapta adománybirtokul Kiskőröst és környékét, mert a török ellen vitézül küzdött. A Wattayak 1697-ben vették birtokba a 45 ezer holdas, jórészt pusztaságból álló területet, és több éven át zálogként vagy haszonbérletként hasznosították.

### A 18. században
A Rákóczi-szabadságharc idején Kiskőrös már újra lakott területként szerepelt. Amikor 1703-ban Rákóczi a csapatait a Dunántúlra akarta vezényelni, Ordasnál ütött tábort, hogy a Dunán átkeljen. Itt fogadta a császár békeküldöttségét. Mivel azonban a küldöttség biztosítékot nem tudott adni, a tárgyalások megszakadtak. Ekkor kapott Rákóczi hírt a rácok szörnyű bácskai kegyetlenségéről, és Ordasról Kiskőrösre vonult. Itt találkozott Esterházy Antal seregével, s innen indultak Bács várának elfoglalására, majd a rácok megbüntetésére.
A Kiskőrös történetére vonatkozó megbízható adatok jórészt csak az 1718-as újjátelepítéstől állnak rendelkezésre. A puszta földesura ekkor már a Wattay-család volt. Wattay János és Wattay István népesítették be Kiskőröst az északi vármegyék (Turóc, Nyitra, Hont, Pest) szlovák nyelvű lakóival. Az ide költöző protestáns vallású jobbágyok azoknak a településeknek a nevét vették fel, ahonnan érkeztek. Ma így gyakori családnevek az Oroszi, az Opauszki, a Litauszki, a Szenohradszki, a Rakoncai, a Csővári, az Aszódi, a Legéndi, a Maglódi, a Domonyi stb.
Az új telepesek a megszállt területeket ingyen használhatták, csupán a kiskőrösi erdőkért kellett fizetni 20 Ft árendát. A lakosság gyorsan szaporodott, 1720-ban volt már egyházuk és lelkészük is, 1726-ban pedig közösségi bírájuk. Hamarosan fellendült az ipar és a kereskedelem is. Igaz, hogy az ipart csak néhány szélmalom és az önellátást biztosító kézműipar jelentette, a kereskedelem pedig leszűkült a házalókra, vagy az „uraság zsidajának”, a szatócsboltos Rosenfeld Márknak a tevékenységére, de a gazdasági emelkedés egyértelmű volt. Az itt lakó, zömmel protestáns lakosok azonban sokat szenvedtek a mindinkább elhatalmasodó vallásüldözés miatt. Az 1723–24-ben épített fatemplomukat például 1730. 22-én éjjel III. Károly parancsára lerombolták, és 53 évig nem kerülhetett sor a közösségben protestáns vallásgyakorlatra. A feszült helyzetet II. József türelmi rendelete oldotta fel, amely biztosította a protestánsok számára is a szabad vallásgyakorlást A türelmi rendelettel élve a kiskőrösiek 1783-ban Nógrád vármegyéből hozattak maguknak protestáns lelkészt, és azonnal hozzákezdtek az új templom felépítéséhez. Ekkor a településnek már 500 háza és közel 5000 lakosa volt, és 1784-ben II. Józseftől megkapta a vásártartási jogot és a mezővárosi rangot. Ebben az évben egy városi hivatali pecsét is készült, mely később a település címerévé vált.

### A 19. században
A 19. század elejére viszont a szőlő- és gyümölcskultúra terjedésével a térségben is megnövekedett a paraszti árutermelés aránya, ami fokozta a földesúri kötöttségben élő parasztok szabadulási vágyát. Végül is többévi sikertelen pereskedés után a lakosság 1842-ben váltotta meg magát az úrbéri szolgáltatások alól. Ezzel párhuzamosan az önellátást szolgáló kézműipar egyre inkább árutermelő jelleget öltött. Ennek a folyamatnak egyik elindítója a kecskeméti molnár céhszervezet volt, amely 1802-ben megalakította filiáléját (leányvállalatát) Kiskőrösön. Majd a húszas-harmincas években önálló céhek is létrejöttek, főleg a csizmadia, a szabó, a gombkötő és a gyertyaöntő szakmában.
Az itt élő lakosok a 19. század közepe táján zömmel szlovák nemzetiségűek voltak, és nemcsak nyelvükben, hanem kultúrájukban is még hosszú időn keresztül őrizték a maguk zártságát. Az 1848–49-es forradalom és szabadságharc alatt az országos lelkesedés hatására Kiskőrös népe is felsorakozott Kossuth zászlója alá. 1848 júliusában és augusztusában 4000 Pest vármegyei nemzetőr Kiskőrös határában gyakorolta a fegyverforgatást, és amikor 1848 decemberében az osztrák sereg elfoglalta Pestet, Pest, Fejér és Tolna vármegyék Kiskőrösön tartottak közös megyegyűlést.
Az önkényuralom idején a lakosság nagyobb része szegény, földnélküli, csak kis vályogházzal rendelkező napszámos volt, de a földdel bíró gazdákra is súlyos adók nehezedtek. A szegény sorsú szlovák parasztokat azonban nemcsak az elnyomás, hanem a megkülönböztető nemzetiségi intézkedések is sújtották, ugyanis 1878-tól megszüntették a községben a szlovák nyelvű oktatást, és minden tanító magyar nyelven tanított. Mégis ezek az évek alapozták meg a későbbi Kiskőrös közigazgatási, gazdasági és szellemi fejlődését. Ugyanis 1872-től már járási szolgabíróság működött Kiskőrösön, amely ugyan a dualista állam közigazgatási átszervezésének volt a következménye, de a település vonzásának növekedését bizonyította, annak ellenére, hogy Kiskőrös mezővárosi rangja 1868-ban megszűnt, és községi státuszba került. Majd az 1880-as évek elejétől kezdetét vette az a hol fellobbanó, hol elhaló kultusz, mely Kiskőrös és Petőfi nevét elválaszthatatlanul összekapcsolta. Ekkor még alig ültek el azok az irodalmi és kevésbé irodalmi viták, amelyek Petőfi szülőhelye körül kavarogtak, amikor a Magyar Írók és Művészek Társasága elhatározta, hogy megvásárolja a költő szülőházát, abból a célból, hogy ott múzeumot létesítsen.
A ház ünnepélyes átadása 1880. október 16-án került sor. A főváros vendégek elé (akik Budapesttől Hartáig hajón tették meg az utat, mivel Kiskőrösnek vasútja még nem volt) a közösségi elöljáróság fogatokat küldött, és a közösség határában várakozó tömeg örömujjongással és kendők lobogtatásával fogadta Jókai Mórt és kíséretét. Jókai a következő szavakkal vette át a házat: „Üdvöz légy, emlékezetes hajlék, aki Petőfit születni láttad, új gazdád, a magyar irodalom nevében üdvözöllek...” Így vált Kiskőrös az ország zarándokhelyévé, s így lett a Petőfi-kultusz őrzője és letéteményese.
A századvégi Kiskőrös gazdasági életét is alapvetően meghatározta a körülmény, hogy a filoxéra (szőlőgyökértetű) történelmi borterületeken a szőlőterületek jelentős részét elpusztította, ellenben a Duna-Tisza közti homokon nem tudott elszaporodni, s így többek között ezért került sor a század végén nagy arányú szőlőtelepítésre. A szőlőművelés ugyan már a 18. század közepétől ismert volt Kiskőrösön, ezt bizonyítja a mintegy 760 holdas uraság „heteddézsmás” területe is, de jelentősebb szőlőkultúráról csak a filoxéravészt követő telepítés után beszélhetünk. Ekkor alakult ki a homoki szőlőtermesztés végleges formája (a két szintes, gyümölcsfákkal vegyes szőlőművelés), amely a felszabadulási években sem változott lényegesen.
A belterjesebbé váló mezőgazdaság magával hozta a kisipar koncentrálódását a környéken. A céhek megszűnését követően már a múlt század hatvanas éveiben létrejött a községben a tanoncképzés új formája, az úgynevezett „vasárnapi iskola”, majd az iparosok bázisszervezete, az ipartestület, melynek Argauer Ferenc szabómester adományozott székházat. A régi épület még látható a Petőfi téren.
A gazdasági fejlődéssel párhuzamosan átalakult a település arculata is. 1882. december 5-én adták át a forgalomnak a budapest–szabadkai vasútvonalat, mely Kiskőröst is bekapcsolta az ország közlekedési hálózatába. Igaz, hogy az út Budapesttől Kiskőrösig ekkor még négy és fél óráig tartott.

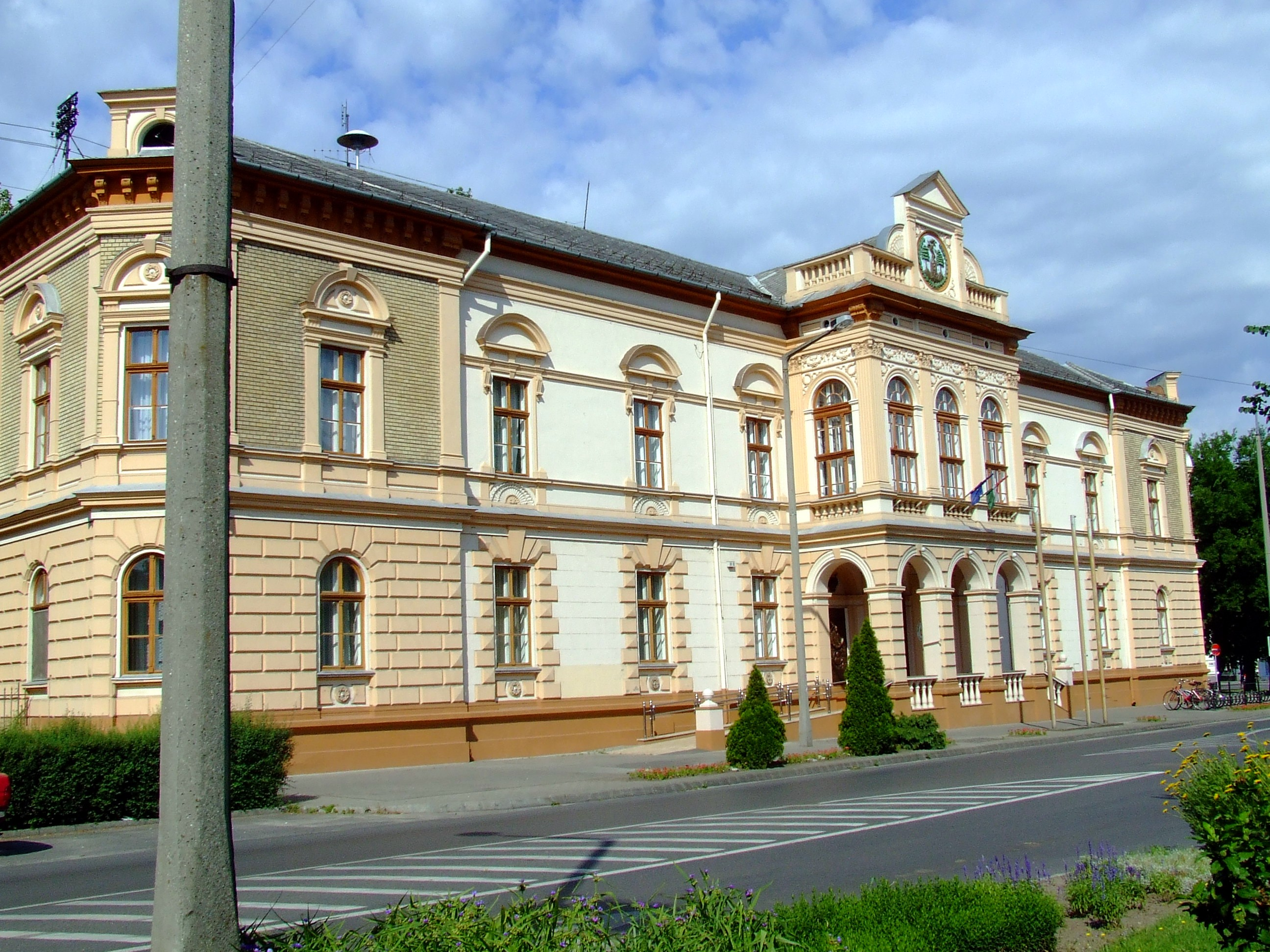
A mai városháza

1893-ban építették fel a községháza emeletes épületét. 1904-ben Bajzák János igazgató megnyitotta magán polgári iskoláját, mely rövidesen községi, majd állami iskolává fejlődött. 1915-ben kezdik építeni a polgári iskola új épületét, amit majd csak 1920-ban fejeznek be. Jelenleg középiskola működik az épületben.

### A 20. században
A huszadik század elejére Kiskőrösnek csaknem 13 ezer lakosa volt, gazdasági és pénzintézeti, kulturális létesítményei, egyesületei a környéken fontos szerepet töltöttek be. Ekkor már közel 4 ezer hold szőlővel és gyümölcsössel rendelkezett a lakosság, a jövedelem legnagyobb részét ez adta. Az itt élők vagyoni és társadalmi helyzetében azonban nagy a szóródás, s még a vagyonosabbak is emberfeletti küzdelmet folytattak a futóhomokkal.
Az elmélyülő gazdasági, szociális különbségek kedveztek a szociáldemokrata tanok terjedésének, a megalakult Magyarországi Szociáldemokrata Párt 1913. január 27-én nagygyűlésen követelte az általános és titkos szavazójog bevezetését. Az 1914-ben kirobbant I. világháborút kezdetben eltérően értékelték a községben, de a hadi helyzet romlásával, az áldozatok számának növekedésével általánossá vált és egyre fokozódott a háborúellenes hangulat. A háború négy éve alatt 320 kiskőrösi katona vesztette életét. Emlékükre állították a hősök szobrát, amely ma a Dózsa György úton, a katolikus temető előtt látható.
Az őszirózsás forradalom hatására itt is megalakult a Magyar Nemzeti Tanács helyi szervezete, majd az országos változásokat követve 1919-ben létrejött a tanácsköztársaság hatalmi szerve, a Kiskőrösi Munkástanács. Itt is voltak kivégzések, itt is megjelentek Szamuely Tibor csapatai, és a közelben működtek Héjjas Iván különítményesei. Kiskőrösre 1919. augusztus 2-án vonult be egy zászlóaljnyi román gyalogság, és három hónapig megszállva tartották a községet.
Ez idő tájt Kiskőrösön már nyomda működött, színvonalas heti újság jelent meg Kiskőrös és Járása címmel. Élénk kulturális élet folyt, működött az úri kaszinó, az iparos olvasóegylet és 1919-ben elkészült a polgári iskola új épülete. Petőfi Sándor születésének 100. évfordulójára, 1922. december 31-re, görögtüzes ünnepségsorozatot rendeztek, a nemzeti érzés felmagasztalása jegyében.
Az 1929–33-as nagy gazdasági világválság a község gazdaságát is tönkretette, újabb társadalmi feszültségeket szült, megjelent a kommunista mozgalom. A II. világháború újabb véráldozatokat követelt a lakosságtól, a város főterén felavatott emlékmű sorolja fel a 119 kiskőrösi áldozat nevét. Kiskőrös határát 1944-október 31-én érték el a szovjet csapatok, a községben komoly ellenállás nem volt. Rövid időn belül működni kezdtek a korábban betiltott pártok. Elkezdődött a földosztás, 2150 holdat 400 igénylő között osztottak fel. A Rákosi-rendszer főleg a mezőgazdaságot sújtotta. 1956-ban Kiskőrösön is megmozdult a lakosság. A laktanyához vonuló tömeget két vadászrepülőről leadott lövésekkel oszlatták szét. A szemtanúk két sebesültre emlékeznek.
Kiskőrösön és környékén a hagyományos termelési módot a főként szőlőműveléssel foglalkozó mezőgazdaságban nem tudták azonnal és teljesen felváltani a nagyüzemi termeléssel. Létrejött egy köztes, átmeneti forma az egyéni gazdálkodás és az ország többi részén egyeduralkodó termelőszövetkezeti rendszer között: a szakszövetkezeteké. 1961-ben 10, majd az összevonások után, 1977-ben már egy szakszövetkezetbe vonták össze az összes szakszövetkezeti tagot. Az 1949-ben szervezett állami gazdaság 1990-ben megszűnt.
A város ipara négy bázisüzemre épült. Az 1951-ben szerveződő ipari szövetkezetre, a gépállomásból kinövő Mezőgépre, a Vegyesipari Javító és Szolgáltató Vállalatból kialakuló telefongyárra, valamint a konzervgyárra. A kereskedelmet a Hangya szövetkezet örökébe lépő ÁFÉSZ, a Borköv, a Zöldért és a Szövtek képviselte. Különösen a hetvenes évek elejétől fejlődésnek indult az infrastruktúra, oktatási, egészségügyi, szociális intézmények jöttek létre.
Kiskőrös 1973-tól ismét város lett, a várossá nyilvánítás oklevelét az impozáns új művelődési házban adták át, a Petőfi Szülőház és Irodalmi Múzeum szomszédságában.

### A rendszerváltás után
A rendszerváltást követően új politikai struktúra alakult ki a kezdetben 17 fős, később kissé szűkebb létszámú önkormányzati képviselő-testületben. Az első, 1990–1994 közti ciklust SZDSZ-es fölény jellemezte, majd a kisgazdák nyertek nagyobb teret; abban az időben a város parlamenti küldöttje is egy helyi születésű FKgP-s képviselő volt, dr. Pohankovics István személyében. Később a polgármester és a képviselő-testület tagjainak elsöprő többsége is a Fidesz színeiben jutott mandátumhoz.
1990 után, az ipari, mezőgazdasági üzemek többségében lezajlott a privatizáció, különösen színes kereskedelmi kínálat alakult ki vállalkozói alapon, a termelés azonban jelentősen visszaesett a 2000-es évekre. Az Európai Uniós csatlakozást követően a megnyíló hazai és Uniós pályázati lehetőségeknek, valamint az akkorra megerősödő új vállalkozói rétegnek köszönhetően ugrásszerűen növekedni kezdtek a fémipari tevékenységgel foglalkozó cégek a városban, ezzel párhuzamosan megjelentek a városban is a nagy nemzetközi kereskedelmi egységek üzletei is, amely átalakította a helyi és térségi kereskedelmi adottságokat, ezzel egyfajta térségi kereskedelmi központtá téve is Kiskőröst.

## Közélete

### Polgármesterei
- 1990–1994: Dr. Szenohradszki Béla (SZDSZ)[10]
- 1994–1998: Barkóczi Ferenc (független)[11]
- 1998–2002: Barkóczi Ferenc (független)[12]
- 2002–2006: Barkóczi Ferenc (független)[13]
- 2006–2010: Domonyi László Mihály (Fidesz-KDNP)[14]
- 2010–2014: Domonyi László Mihály (Fidesz)[15]
- 2014–2019: Domonyi László Mihály (Fidesz-KDNP)[16]
- 2019–2024: Domonyi László Mihály (Fidesz-KDNP)[17]
- 2024– : Domonyi László Mihály (Fidesz-KDNP)[1]

## Kiskőrös gazdasága
A városban több ipari létesítmény is létezik, amely egyre inkább meghatározóvá válik a település gazdasági életében,  jelen van még a borászat és a szőlőtermelés is. A városban már meghatározóvá vált a gépipar, fémmegmunkáló ipar és a logisztika, valamint a kereskedelem térségi központjává is vált. A város déli részén található a nemrég nyílt ipari park, de a település északi és keleti szélén meglévő ipari övezet is egyre bővül újabb létesítményekkel és ipari vállalkozásokkal.

## Kiskőrös címere
A kör alakú címerpajzs közepén méhkas található, melynek szája alatt a 6-os szám Csengőd, Szücsi, Tabdi, Kaskantyú, Kisbócsa és Tázlár puszták számát jelenti. A méhkas egyébként a lakosság szorgalmára és a méhtenyésztésre utal. A méhkas mellett álló két kőrisfa szücsi- és tabdi-erdőket, míg a nyíllal átlőtt nyakú szarvas az erdőben élő szarvasokat, illetve a vadászatot jelképezi. A pajzs egyik oldalán telt búzakalász, a másikon vékonyabb rozskalász képez méltó keretet a címernek.

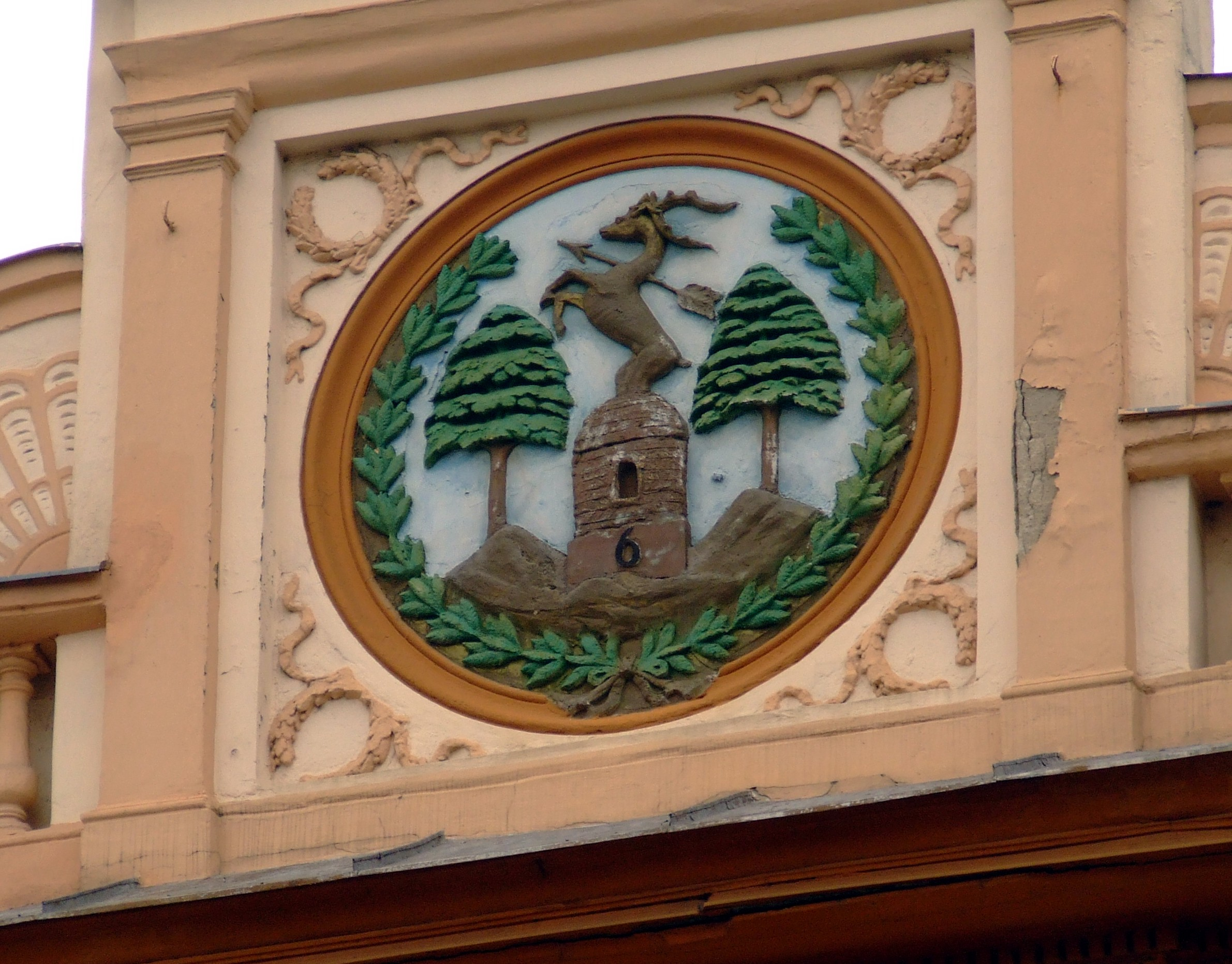
A város címere a városháza homlokzatán

A címerelemek nem hangsúlyozzák, hogy a földrajzilag korlátozott földművelés mellett még mindig az állattartás a legfontosabb a kiskőrösi pusztákon. A homokos, buckás, nedves réteken és legelőkön a juh- és szarvasmarha-tenyésztés volt a legjelentősebb. Az állattartásban nem annyira a tejtermelés, mint inkább a hízlalás dominált. A hizlaláshoz viszont jó legelő kellett, így a jószág még fedél alá sem került, csak a mezőt járta télen-nyáron. A hatalmas nyájakhoz, gulyákhoz nem kellett több egy számadónál, néhány hajtónál, pulinál. A II. József császár rendeletére készített térképen egyébként már láthatók a pásztorszállásokat ábrázoló jelzések Kiskőrös határában.

## Népesség
A település népességének változása:
| Lakosok száma | 14 303 | 14 171 | 13 833 | 13 633 | 13 515 | 13 320 | 13 173 |
|               | 2013   | 2014   | 2018   | 2021   | 2022   | 2023   | 2024   |

2001-ben a város lakosságának 95%-a magyar, 3%-a szlovák, 1%-a német, 1%-a cigány nemzetiségűnek vallotta magát.
A 2011-es népszámlálás során a lakosok 89,8%-a magyarnak, 2,8% cigánynak, 1,4% németnek, 0,4% románnak, 7,8% szlováknak mondta magát (10,1% nem nyilatkozott; a kettős identitások miatt a végösszeg nagyobb lehet 100%-nál). A vallási megoszlás a következő volt: római katolikus 23,8%, református 3,7%, evangélikus 39,3%, görögkatolikus 0,2%, felekezeten kívüli 8,5% (18,2% nem nyilatkozott).
2022-ben a lakosság 90,2%-a vallotta magát magyarnak, 3,3% szlováknak, 1,4% cigánynak, 1,2% németnek, 0,4% románnak, 0,1% ukránnak, 0,1% szerbnek, 2,4% egyéb, nem hazai nemzetiségűnek (9,6% nem nyilatkozott; a kettős identitások miatt a végösszeg nagyobb lehet 100%-nál). Vallásuk szerint 30,4% volt evangélikus, 19,7% római katolikus, 3,4% református, 0,2% görög katolikus, 0,1% ortodox, 5,7% egyéb keresztény, 1,1% egyéb katolikus, 7% felekezeten kívüli (32,1% nem válaszolt).

## Nevezetességei

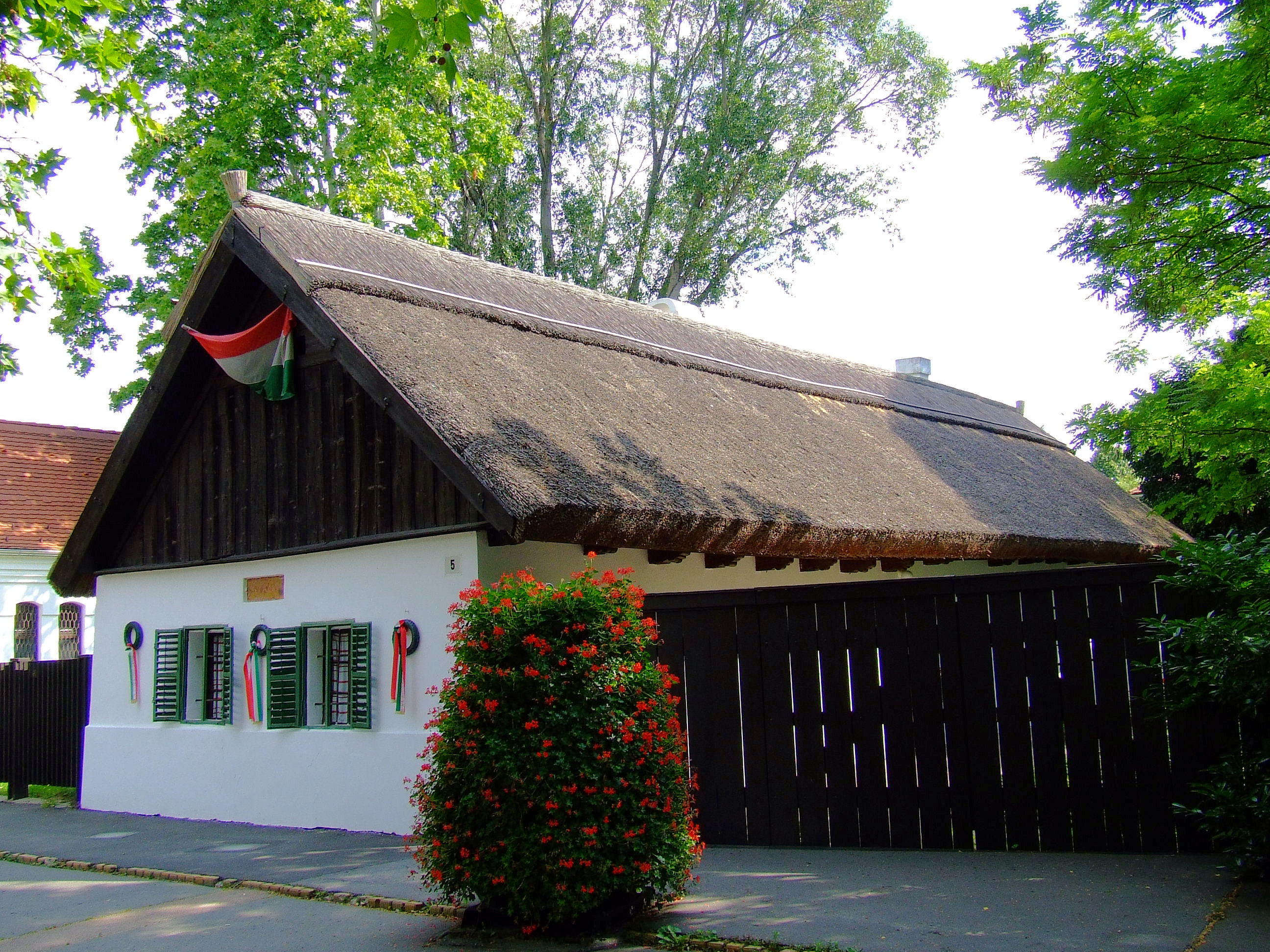
Petőfi szülőház Kiskőrös

- Petőfi Sándor szülőháza és emlékmúzeuma  amely az első irodalmi emlékház Magyarországon, amelyet Jókai Mór avatott fel 1880-ban.[21] (2011-ben az „Év Múzeuma” címmel tüntették ki[22])

- Evangélikus templom (építve 1793-94-ben).[23]
- Kiskőrösi Úttörténeti Múzeum
- Szlovák tájház
- Veteránautó-kiállítás
- Termál- és strandfürdő, kemping
- Szücsi-erdő (1990-től a Kiskőrösi turjános természetvédelmi terület része)[24]

## Testvérvárosai
- Noto, Olaszország
- Margitta, Románia
- Krimpen aan den IJssel, Hollandia
- Liptószentmiklós, Szlovákia
- Naszvad, Szlovákia
- Tarnów, Lengyelország
- Stadtlengsfeld, Németország
- Lapua, Finnország
- Csengcsiang (Zhènjiāng), Kína

## Képgaléria

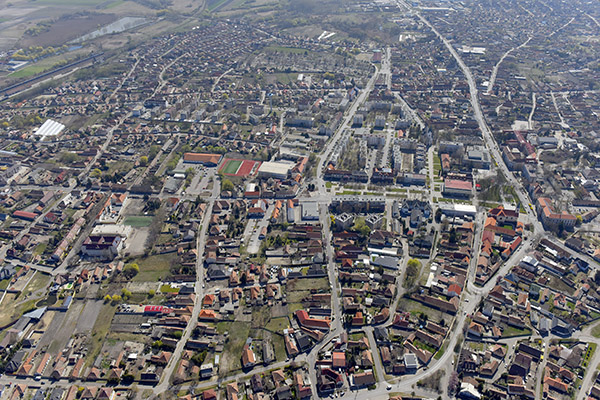
Kiskőrös látképe madártávlatból
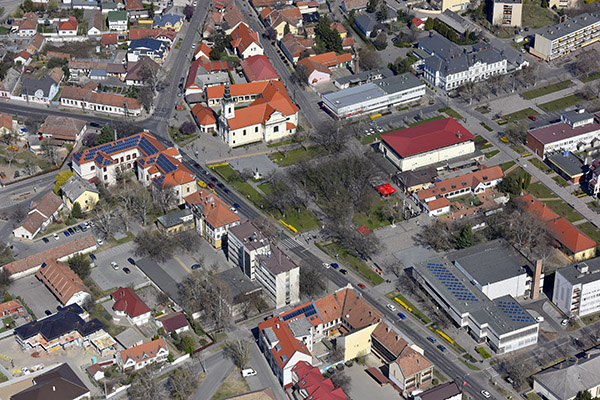
A katolikus templom
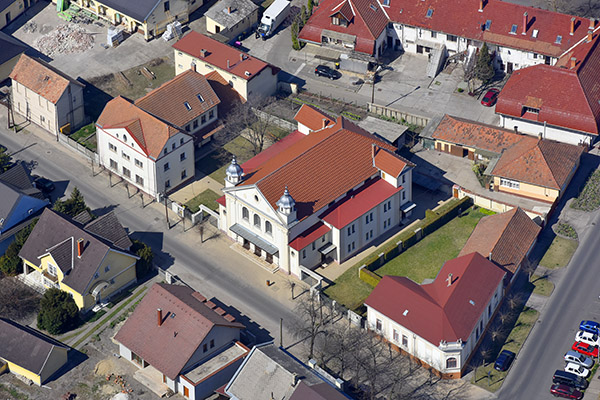
Kiskőrös, légi felvételen
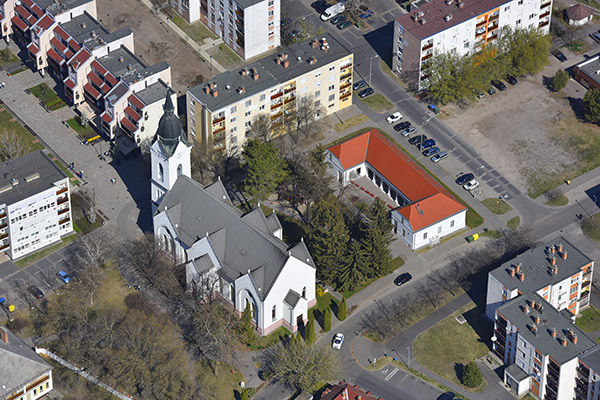
A kiskőrösi evangélikus templom
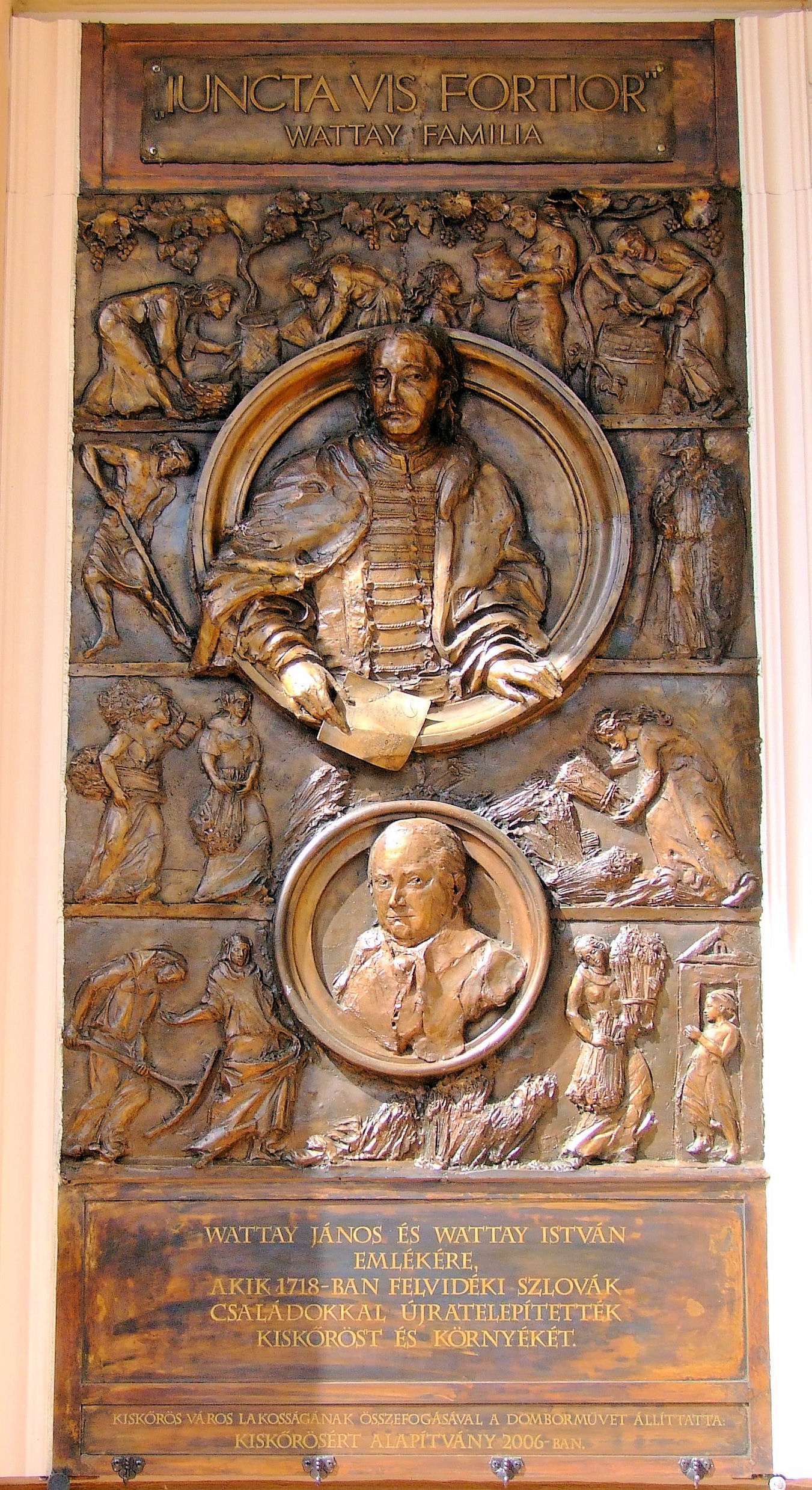
A várost és környékét 1718-ban felvidéki szlovák családokkal újratelepítő Wattay János és Wattay István emléktáblája a kiskőrösi városházán
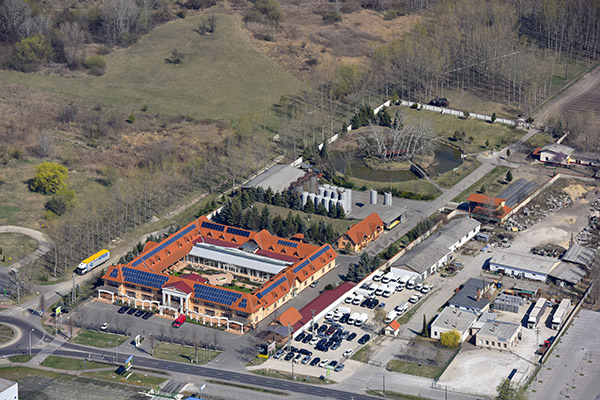
Vinum Hotel és Étterem
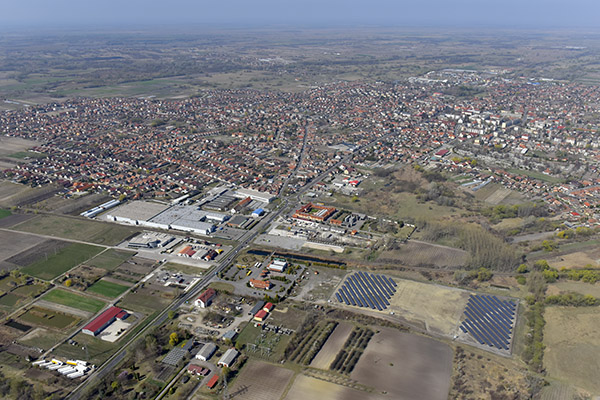
Légi fotó, Kiskőrös
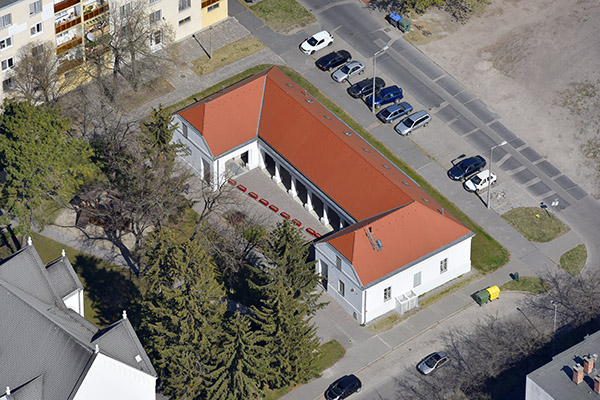
Légi felvétel Kiskőrösről
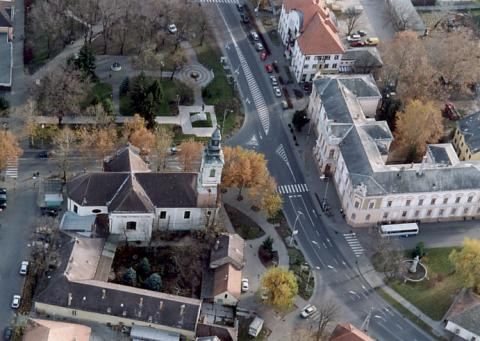
A Szent József katolikus templom és a városháza
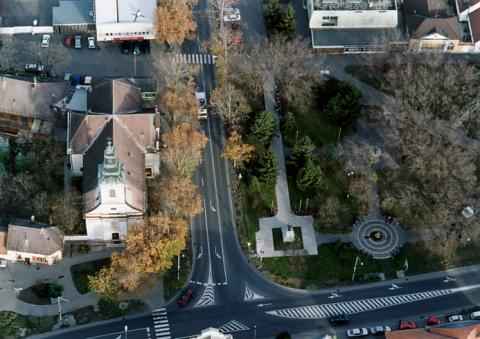
A Szent József katolikus templom

## Ismert emberek
- Itt született 1823-ban Petőfi Sándor költő
- Kiss Béla (1887-1955) néptanító, iskolaigazgató és az egyik legnagyobb kiskőrösi lokálpatrióta. Kutatta a levéltárakat és kereste az adatokat, amelyek Kiskőrös múltjára és az evangélikus egyházközség eredetére, fejlődésére fényt derítettek. Kiskőrös múltjának feltárása és a szerzett új ismeretek közzététele volt éltető eleme.[25]
- Ligeti Károly, magyar újságíró, költő, kommunista forradalmár. Kiskőrösön született 1890-ben.
- Tóth Lajos (1856-1926) orvos-író, államtitkár, aki 1856. június 11-én született Kiskősön, 1879-ben avatták orvossá, 1884-ben Pest megyei főorvos lett. 1890-ben kinevezték a kolozsvári egyetemre a gyógyszertan tanárává (nem fogadta el). A Vallás- és Közoktatási Minisztériumban az egyetemi főosztály vezetője volt. 1904-ben miniszteri osztálytanácsossá nevezték ki, majd államtitkár lett. Érdemeiért a debreceni és szegedi egyetem valamint a budapesti egyetem tiszteletbeli doktorrá avatta.
- Strassburger István, hatszoros világbajnok (1929, 1934, 1935, 1936, 1938), négyszeres Európa-bajnok (1929, 1934, 1935, 1936) sportlövő.
- Itt született 1933-ban Dömök Gábor bemondó
- Itt született 1942-ben Dr. Ambrus András, az ELTE nyugalmazott docense, Kiskőrös város díszpolgára[26]
- Itt született 1946-ban Éltes Kond színművész, festőművész
- Itt született 1949-ben Soproni Ági színésznő
- Itt született 1969-ben Patai Zsuzsanna grafikus és festőművész
- Itt töltötte gyermek és diákkorát és itt szerezte alapfokú zenei tudását Boldoczki Gábor világhírű trombitaművész.
- Itt született 1970-ben Kunhegyesi Ferenc táncos, grafikus- és festőművész.
- Dr. Szenohradszky Pál, a Szegedi Transzplantációs Centrumának vezetője, sebész, a Szegedi Egyetem főorvosa, a Magyar Transzplantációs Társaság  alapító tagja, 4 évig főtitkára, 2005 – 2009-ig pedig a társaság elnöke.[27][28]  2 évig vezetőségi tagja volt a Magyar Nephrológus Társaságnak.
- Szily Dániel, az 1843-ban megrendezett meg az első magyarországi gyorsíróverseny díjazottja, Pest megye tiszteletbeli táblabírája (1861), az 1861-ben összehívott Országgyűlés főgyorsírója, aki szerepet vállalt az 1865-november 10-ére összehívott, a Kiegyezést előkészítő pesti Országgyűlésen is. Kiskőrösön élt kb 1857-től haláláig (1877).